# باشگاه ورزشی رئال مایورکا
رئال کلاب دیپورتیوو مایورکا - اس‌ای‌دی (به اسپانیایی: Real Club
Deportivo Mallorca, S.A.D)، باشگاه فوتبالی است که در پالما د مایورکا واقع در کشور اسپانیا قرار دارد. این باشگاه که در ۵ مارس ۱۹۱۶ تأسیس شده‌است، هم‌اکنون در لالیگا قرار دارد و در این چند ساله توانسته است در این لیگ بماند و به لیگ دسته ی پایین تر سقوط نکند. آن‌ها با پیراهن قرمزرنگ به همراه شورت و جوراب سیاه‌رنگ به میدان می‌روند. ورزشگاه خانگی تیم، ورزشگاه سون مویکس است که ۲۳٬۱۴۲ نفر گنجایش دارد.

## افتخارات
کوپا دل ری
- ۲۰۰۳ - قهرمان
- ۱۹۹۱، ۱۹۹۸ ، ۲۰۲۴ - نایب قهرمان

سوپرکاپ اسپانیا
- ۱۹۹۸ - قهرمان
- ۲۰۰۳ - نایب قهرمان

سگوندا دیویژن
- ۱۹۵۹-۶۰، ۱۹۶۴-۶۵ - قهرمان

جام برندگان اروپا
- ۱۹۹۹ - نایب قهرمان

## رکوردها
بهترین عملکرد
- ۱۹۹۸-۹۹، ۲۰۰۰-۰۱ - سوم در لالیگا

بهترین برد در لیگ
- ۱ - ۷ در مقابل رکرتیوو هوئلوا (در خانه)، ۹ مارس ۲۰۰۸

سنگین‌ترین شکست در لیگ
- ۰ - ۷ در مقابل اتلتیکو مادرید (خارج از خانه)، ۷ فوریه ۱۹۸۸

سریع‌ترین گل
- ثانیهٔ ۲۲ام - دنی گارسیا لارا در مقابل رئال اویه‌دو، ۲۱ فوریه ۱۹۹۹

بیشترین گل زده در یک فصل
- ۶۱ گل - ۰۱-۲۰۰۰

### رکوردهای شخصی

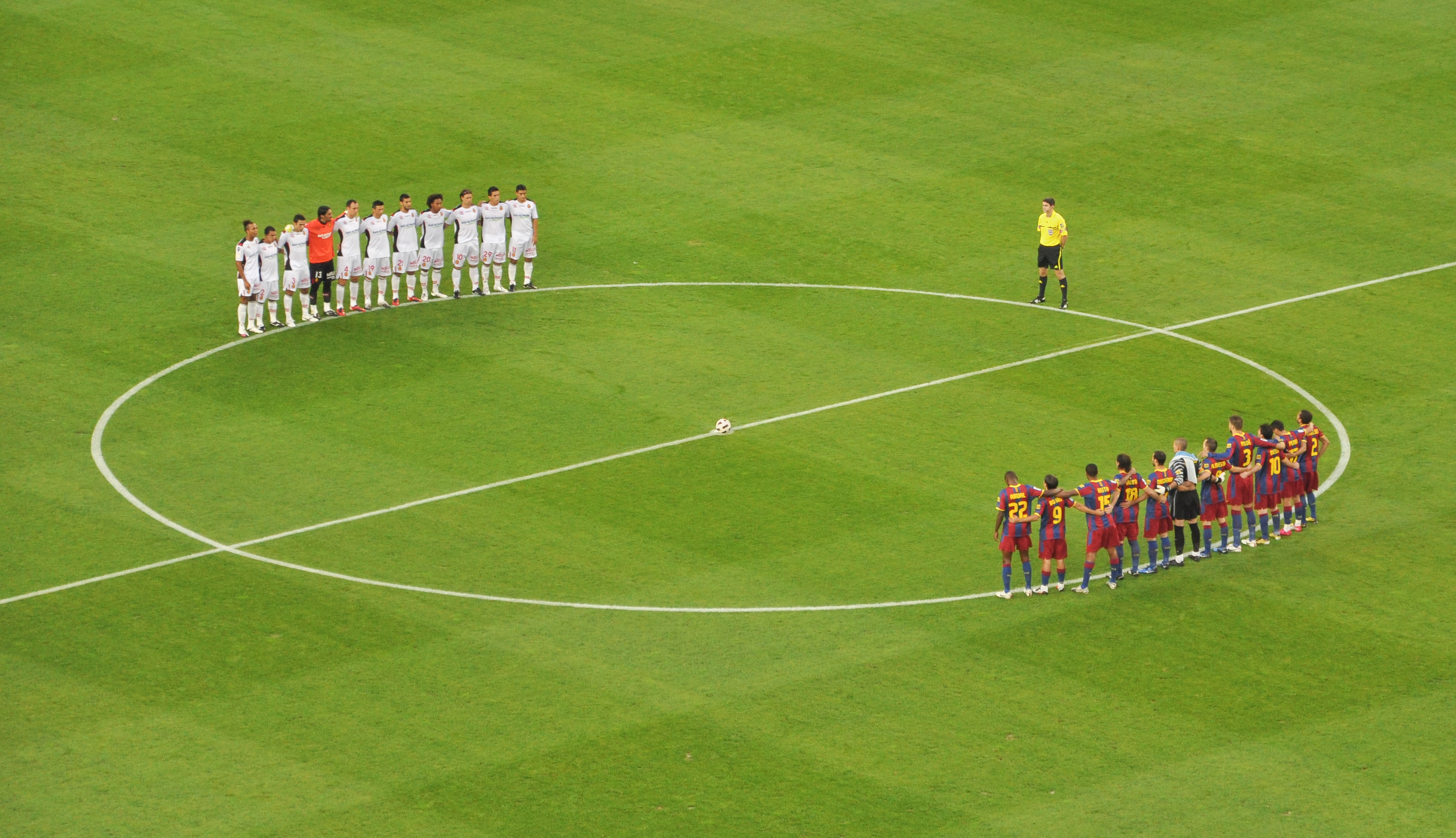
آغاز مسابقه فوتبال بین دو تیم باشگاه فوتبال بارسلونا و باشگاه فوتبال رئال مایورکا در چارچوب مسابقات لا لیگا فصل ۲۰۱۱-۲۰۱۰ (تاریخ سوم اکتبر ۲۰۱۰)

بیشترین تعداد حضور
- ۲۵۵ بار - میگل آنخل نادال

بیشترین گل زده
- ۵۴ گل - ساموئل اتوئو

بیشترین گل زده در یک فصل
- ۲۷ گل - دنی گوئیزا، ۰۸-۲۰۰۷

برندهٔ عنوان پیچیچی
- دنی گوئیزا، ۰۸-۲۰۰۷

برندهٔ عنوان ریکاردو زامورا
- کارلوس روآ، ۹۹-۱۹۹۸